# 3725 Valsecchi
3725 Valsecchi eller 1981 EA11 är en asteroid i huvudbältet som upptäcktes den 1 mars 1981 av den amerikanska astronomen Schelte J. Bus vid Siding Spring-observatoriet. Den är uppkallad efter den italienska astronomen Giovanni B. Valsecchi.
Asteroiden har en diameter på ungefär 7 kilometer och den tillhör asteroidgruppen Adeona.